# 什馬列什凱托普利采
什馬列什凯托普利采（發音：[ʃmaˈɾjeːʃkɛ tɔˈpliːtsɛ]）是斯洛維尼亞東南部下卡尼奧拉傳統地區什馬列什凱托普利采市鎮的聚居地及行政中心。該市镇現在被納入東南斯洛維尼亞統計區。該聚居地以溫泉而聞名。

## 教堂
當地教堂是獻給聖斯蒂芬，屬於附近的Šmarjeta堂區。它是一座中世紀建築，在18世紀被改造成巴洛克風格。

## 外部連結
- 什馬列什凯托普利采市鎮官方网站 （页面存档备份，存于） （斯洛文尼亚文）
- Šmarješke Toplice at Geopedia （页面存档备份，存于）